# Dumb Blonde
«Dumb Blonde» — совместный сингл канадской исполнительницы Аврил Лавин из её шестого альбома Head Above Water (2019). Он был выпущен в качестве третьего сингла с альбома 12 февраля 2019 года, BMG. Хотя изначально он предназначался для сольной песни, вместо этого он включает в себя гостевой вокал американского рэпера Ники Минаж. Кроме того, версия песни, включённая на CD, и виниловые релизы «Head Above Water» включают оригинальную сольную версию.
«Dumb Blonde» была написана Лавин, Минаж, Митчем Алланом и Бонни Макки; в то время как её производство было сделано Алланом вместе с Макки, Крисом Бейсфордом и Скоттом Робинсоном. Это поп-панк, пауэр-поп и хип-хоп песня, которая о любви к себе и женских возможностей. Несколько музыкальных критиков назвали его «феминистским гимном».

## Представка релиз
7 декабря 2018 года Аврил Лавин представила окончательный треклист для своего шестого студийного альбома Head Above Water, в который вошла сольная песня под названием «Dumb Blonde» в качестве трека номер пять. 7 февраля 2019 года трек-лист альбома на Amazon был обновлен, подтверждая, что в песне присутствует американский рэпер Ники Минаж. Фактически, песня была на 26 секунд дольше, чем когда она впервые появилась на музыкальных платформах (с 3:08 до 3:34), что говорит о том, что стих Минаж был добавлен в последнюю минуту. В тот день Аврил Лавин дразнила трек, обнародовав девятисекундный фрагмент вместе с заявлением, детализирующим темы, которые вдохновили концепцию. 11 февраля китайский потоковый сервис Xiami подтвердил, что совместный трек выйдет на следующий день в качестве третьего сингла альбома. Официальная обложка, в которой Аврил Лавин сосёт леденец на палочке, воспроизводит стереотип «тупой блондинки».

## Композиция и производство
«Dumb Blonde» — это поп-панк, пауэр-поп и хип-хоп песня, написанная Аврил Лавин с Ники Минаж, Митчем Алланом и Бонни Макки; в то время как его производство было сделано Алланом вместе с Макки, Крисом Бейсфордом и Скоттом Робинсоном. Трек длится три минуты и тридцать четыре секунды. Аврил Лавин описала его как самую песню в альбоме. Песня имеет рок-тяжелые гитарные рифы, напоминающие ранние работы Лавин, и имеет сходство между Джоан Джетт и Sleigh Bells с вдохновенным вокалом.

## Выступления
15 февраля 2019 года Аврил Лавин выпустила на своём канале в YouTube своё первое живое исполнение песни на сцене Honda в студии звукозаписи Henson от партнерства iHeartRadio и Honda.

## Чарты
| Чарты (2019)                                           | Пиковая позиция |
| ------------------------------------------------------ | --------------- |
| Канада (Billboard Canadian Hot 100)                    | 92              |
| Japan Hot Overseas (Billboard Japan)                   | 14              |
| New Zealand Hot Singles (RMNZ)                         | 16              |
| Mitreni Top 40 (Spotify only) (Mitreni Top 40 Spotify) | 13              |
| US Pop Digital Songs (Billboard)                       | 24              |